# 興梠慎三
興梠 慎三（こうろき しんぞう、1986年7月31日 - ）は、宮崎県宮崎市出身の元プロサッカー選手。現在の職業はサッカー指導者、営業マン。現役時代のポジションはフォワード、ミッドフィールダー。元日本代表。
J1リーグ歴代通算得点ランキング2位。

## 来歴

### プロ入り前
小学生時代、第7回全日本少年フットサル大会に出場した経験がある。同じ少年チームにいた伊野波雅彦は当時の興梠について「ゴールを決めまくっている印象しかない」と語っており、宮崎県内では非常に有名なサッカー少年であった。
中学三年時に高校の一般入試に落ち、高校進学について悩んでいた頃、鵬翔高校の松崎博美監督からの誘いを受け、鵬翔高校へ入学する。
高校入学後サッカー部に入部するも、厳しい練習や上下関係に耐えられず、一時期部活に行かなかった時期がある。しかし、松崎監督の説得でサッカーを続け、1学年上の増田誓志とともに全国大会に出場した。

### 鹿島アントラーズ
高校時代から年代別代表に何度も招集され、鵬翔高校卒業と同時に鹿島アントラーズに入団。2007年J1第14節大分トリニータ戦でプロ初得点を挙げた。マルキーニョスと柳沢敦の欠場で出番が回ってきた第28節ヴィッセル神戸戦で2得点をあげるなど、この年は短い出場時間で貴重な得点を多く挙げた。
2008年は前年に退団した柳沢の背番号13を自ら希望して着用。序盤は前年同様スーパーサブとしての起用が目立ったが得点を重ねると田代有三が不調に陥った後半より完全にレギュラーに定着を果たし、J1連覇に貢献する。
2009年は開幕直後にメンバー外になるなど、苦しいスタートだったが途中出場した第3節サンフレッチェ広島、第4節京都サンガF.C.戦と2試合連続決勝点を終了間際に決めた。夏場以降14試合得点から見放されたが、指揮官オズワルド・オリヴェイラは興梠を起用し続けた。第30節ジェフユナイテッド千葉戦で3か月半ぶりの得点をあげると、大一番ガンバ大阪戦では後半に先制点と追加点をあげ、優勝へ大きく前進させる。そして最終節浦和レッズ戦では内田篤人のクロスに滑り込むように飛び込み決勝点を決め、鹿島を3連覇へと導いた。またこの年はリーグ戦では自己最多の12得点を記録した。
2012年頃になると大迫勇也が1トップとして起用されるようになったこともあり、本職ではないサイドハーフで出場することもあった。

### 浦和レッズ
2012年限りで鹿島アントラーズとの契約を満了。同シーズン、鹿島はリーグ戦終盤までJ1残留を決められず、興梠の慰留及び契約延長に出遅れた。その最中、浦和レッズから獲得のオファーを受け、完全移籍した
。年間を通して1トップでプレーし、2009年に記録した自己最多得点を更新する13得点を挙げた。
2014年も李忠成の加入があったものの1トップを守り続けていたが、Jリーグカップ予選第2節大宮アルディージャ戦から李を1トップに、2シャドーに興梠と原口元気を組ませる新戦術で挑んだ。慣れないポジションでの起用だったが、監督のミハイロ・ペトロヴィッチの起用に応えた。J1第13節大宮戦からは1トップに戻った。優勝争いをするチーム内で最多の12得点を挙げていたが、第30節鹿島アントラーズ戦で西大伍との接触で右腓骨を骨折し戦線離脱を余儀なくされた。シーズン中の復帰は難しいと思われたが、20日の練習に部分参加。22日に行われた優勝を占う大一番となったJ1第32節ガンバ大阪戦にベンチ入りし、後半44分から出場した。しかし出場直後、相手選手と接触した際に患部を強打し怪我が悪化してしまい、再び離脱した。
2015年は首の故障などで序盤戦は欠場したが、復帰後は1stステージ15節で優勝を手繰り寄せる決勝ゴールを決めるなどコンスタントに結果を残した。2ndステージ12節で得点をあげ、鹿島アントラーズ時代を含めて4年連続二桁得点を達成した。
2016年10月9日、Jリーグカップの準決勝・FC東京戦では、2ndレグでプロになってから初のハットトリックを決めて代表組がいない中決勝進出に貢献した。10月22日、2ndステージ第15節のアルビレックス新潟戦では2得点を決めて勝利に貢献し、J1リーグ史上12人目となる通算100得点を達成した。
2017年4月7日、第6節のベガルタ仙台戦では今季初のハットトリックを決めた。5月12日、4月に行われた5試合のうち、5得点をあげて月間MVPを受賞した。5月20日、第12節の清水エスパルス戦で今季2度目のハットトリックを達成した。8月19日、第23節のFC東京戦では2得点を決めて、自己最高の今季15得点目を決めて得点ランキングでも首位に立った。10月22日、第30節のガンバ大阪戦で今季20得点目を決め、浦和の日本人選手として福田正博以来、2人目のシーズン20得点を決めた選手となった。
2018年4月1日、第5節のジュビロ磐田戦で、史上51人目となるJ1通算350試合出場を達成する。8月2日、第19節の川崎フロンターレ戦で得点を決め、史上3人目となる7年連続二桁得点を達成した。リーグ戦15得点を決め、小林悠と並び日本人得点王となった。
2019年4月28日、第9節の清水エスパルス戦で、アディショナルタイムの97分に得点を奪い、J1通算139得点目に到達し、三浦知良と並ぶ歴代得点ランキング6位タイとなった。同時にこのゴールは平成最後のJリーグ主幹試合での得点となった。6月15日、第15節のサガン鳥栖戦で、アディショナルタイムの93分に逆転ゴールを奪い、クラブ通算91ゴール目（J1通算）を達成し、福田正博と並ぶクラブ歴代得点ランキング1位タイを記録した。また、J1通算140得点目で、三浦知良を抜いて歴代得点ランキング単独6位になった。7月6日、第18節のベガルタ仙台戦で決勝ゴールを決めた。クラブ通算92ゴール（J1通算）を達成し、福田正博を抜きクラブ歴代得点ランキング1位となった。9月1日、第25節の湘南ベルマーレ戦で先制ゴールを奪い、史上初の8年連続二桁得点を達成した。この年のJ1リーグ、シュート決定率で1位となった。
2020年7月8日、第3節のベガルタ仙台戦で決勝点を決め、勝利に貢献した。また、この得点により、浦和でのJ1通算100得点を決めた初めての選手となった。9月9日、第15節のサガン鳥栖戦で同点ゴールを決めた。このゴールにより、史上6人目となるJ1通算150得点を達成した。12月16日、第33節の川崎フロンターレ戦で先制点となるPKを決め、Jリーグ史上初となる9シーズン連続二桁ゴールを達成した。
2021年5月26日、第16節サンフレッチェ広島戦でゴールを決め、J1通算得点ランキング単独3位となった。しかし同シーズンは怪我で出遅れたことや、キャスパー・ユンカーや江坂任の加入などもあって出場数は昨季に比べ減少した。このシーズンの得点は前述の広島戦での1得点にとどまったため、自身の持つ連続二桁得点記録は9シーズンで途絶えることとなった。

### 北海道コンサドーレ札幌
2021年12月29日、北海道コンサドーレ札幌へ期限付き移籍することが発表された。期限付き移籍期間は2022年2月1日から2023年1月31日まで。
2022年4月10日、右膝内側半月板損傷のため4月8日に埼玉県内の病院で手術を行い、無事完了したことが発表された。尚、全治期間等は発表されていない。8月20日、J1リーグ第26節サガン鳥栖戦でゴールを挙げた得点がJ1通算161得点目となり、佐藤寿人の記録と並んだ。10月1日、第31節川崎フロンターレ戦でPKを決め、J1通算得点ランキング単独2位に立った。

### 浦和レッズ復帰
2022年12月17日、浦和レッズに復帰することが発表された。
2023年、チームの副キャプテンに任命された。3月31日のJ1第6節・柏レイソル戦で先制ゴールを挙げ、チームのリーグ4連勝に貢献した。また、このゴールによりJ1で17年連続ゴールを記録し、小笠原満男の記録に並んだ。4月15日のJ1第8節・北海道コンサドーレ札幌戦で古巣相手に今季2点目を決め、チームの大勝に貢献した。4月29日のAFCチャンピオンズリーグ2022 決勝1stレグ・アル・ヒラル戦で同点弾を決め、ACL日本人最多出場と最多ゴールの記録を更新した。7月8日のJ1第20節・FC東京戦で史上10人目、またFWの選手としては史上初の快挙となるJ1通算500試合出場を果たした。
2024年3月17日のJ1第4節・湘南ベルマーレ戦で先制ゴールを決め、J1歴代新記録となる18年連続ゴールをマークした。38歳の誕生日を迎えた7月31日、2024シーズン限りでの現役引退を発表。

### 日本代表
北京オリンピックの代表候補選手でありアジア予選のメンバーに選ばれていたが、本大会のメンバーには残れずメンバー外となった。 その後2008年日本代表に招集され、2008年10月9日に東北電力ビッグスワンスタジアムで開催された国際親善試合（キリンチャレンジカップ）UAE戦で代表デビューを果たした。2015年7月、EAFF東アジアカップ2015に出場する日本代表メンバーに選出され、約4年ぶりの代表復帰となった。背番号は「10」を任された。
2016年6月23日、リオデジャネイロオリンピックに出場するU-23サッカー日本代表のオーバーエイジ枠に内定したことが発表された。初戦のナイジェリア戦ではPKで得点を挙げた が、2戦目のコロンビア戦、3戦目のスウェーデン戦は試合には出場するも得点を挙げられず、チームはグループリーグ敗退となった。

## 人物・エピソード
- 浦和レッズ時代は浦和のエースと呼ばれていた。
- 実兄は宮崎県高千穂町発祥の味付けを施したローストチキン店「ローストチキン コオロギ」を宮崎市内で営んでおり[30]、2018年9月、東京都江東区砂町銀座に砂町銀座店（現在ら閉店）。2019年3月、埼玉県さいたま市浦和区に浦和店、2020年10月に、同じく埼玉県さいたま市浦和区に北浦和店（現在は閉店）、2023年12月には江東区に門前仲町店[31] をそれぞれ開店した。
- 鵬翔高校時代は同学年の長友佑都が在籍していた東福岡高等学校とたびたび試合をしていた[32]。

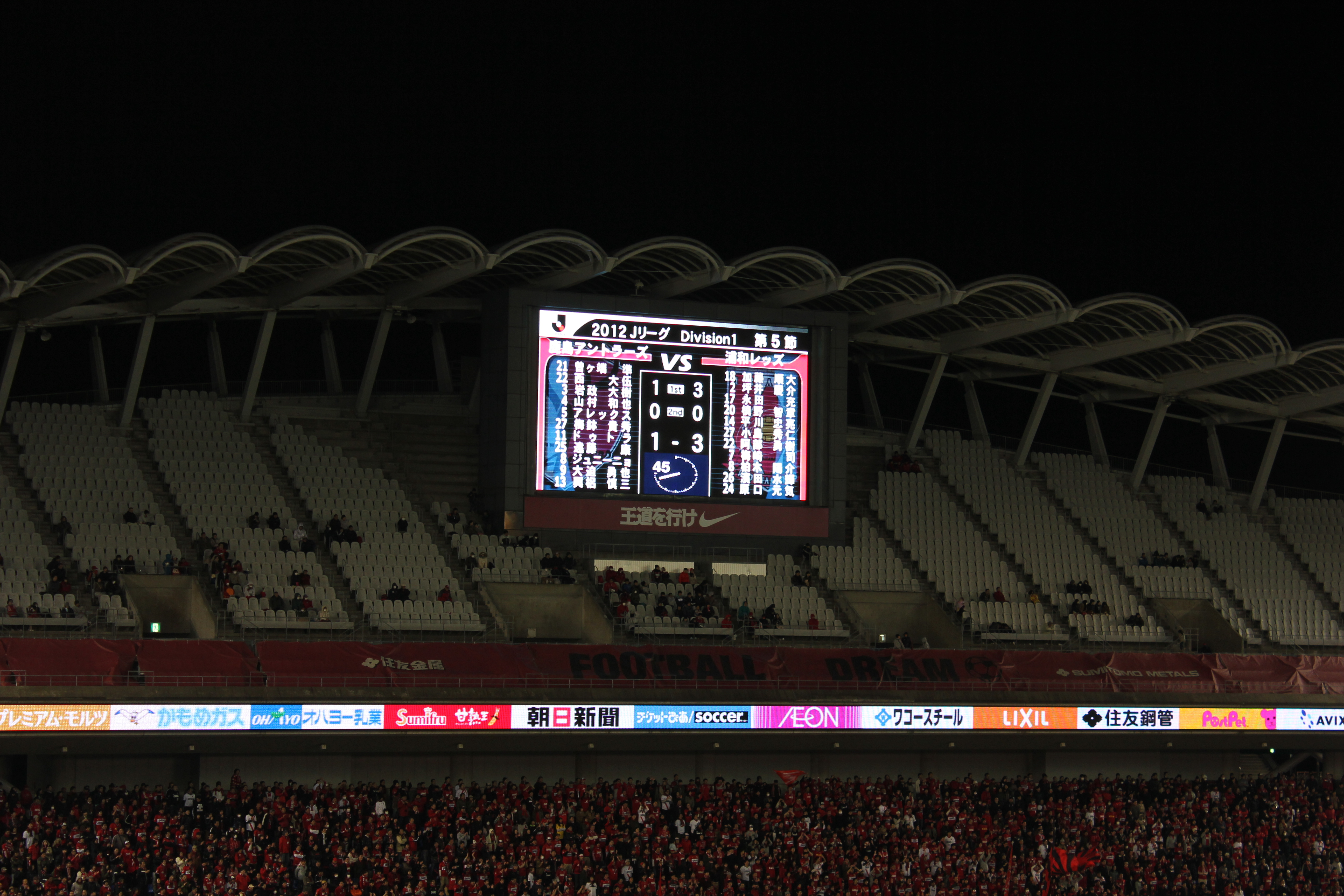
2012 Jリーグ ディビジョン 1 第5節 「鹿島アントラーズVS浦和レッズ」（茨城県立カシマサッカースタジアム）

- 浦和時代・札幌時代に師事したミハイロ・ペトロヴィッチを尊敬しており、ペトロヴィッチも興梠のことを高く評価していた。2013年に浦和への移籍を決めた理由は、2012年にペトロヴィッチ率いる浦和と対戦したことがきっかけである[33]。2017年にペトロヴィッチが浦和を離れる際に「いつかまた一緒に仕事をしよう」と約束を交わし、ペトロヴィッチが2018年に札幌の指揮官に就任以降は毎年オフにオファーを受けていたことを明かした。また、2021年は控えに回る事が多く、出場機会に恵まれない時期にペトロヴィッチから「お前は追加タイム1分に出るような選手じゃない」と連絡を受け、2021年オフに約束を果たす形で札幌へ期限付き移籍することとなった。J1開幕カード会見では「ミシャ（ペトロヴィッチ監督）のサッカーで1トップをやるなら、2ケタ得点は取らないといけない」と語った[34]。札幌は浦和とは異なりマンツーマンの守備を取り入れており、「思うような攻撃パターンがなかなか実践できずに一年間が過ぎていった」が[33]、最終的に2022年シーズンは2桁得点には届かなかったものの、リーグ戦で5得点決めた。
- ベガルタ仙台に対してめっぽう強く、ハットトリックを2度達成するなど2020年4月時点で20戦18ゴールを記録している[35]。また清水エスパルスキラーとしても知られており、浦和移籍後から2020年9月現在、12試合で11ゴールを決めている[36]。
- J1リーグ記念ゴールを最多数記録している選手である[37]。
- AFCチャンピオンズリーグにおける、日本人最多試合出場数と最多得点記録の持ち主である[23]。自身にとってACL初出場となった2008年のACLで、鹿島が準々決勝でアデレード・ユナイテッドFCに敗戦したときは「（昨年）浦和でも優勝できたのだから、という甘い気持ちがあった。今日負けたのは、チャンスに決められなかった自分の責任」と自身の責任に言及するコメントを述べた[38]。以後、2022年までACLに出場した全10シーズンで得点を挙げたが、2023年シーズンは自身初の無得点に終わった[注釈 1]。

## 所属クラブ
- 1993年 - 1998年 宮崎東SSS
- 1999年 - 2001年 宮崎市立東大宮中学校
- 2002年 - 2004年 鵬翔高等学校
- 2005年 - 2012年  鹿島アントラーズ
- 2013年 - 2024年  浦和レッズ
  - 2022年  北海道コンサドーレ札幌（期限付き移籍）

## 個人成績
| 国内大会個人成績 | 国内大会個人成績 | 国内大会個人成績 | 国内大会個人成績 | 国内大会個人成績 | 国内大会個人成績 | 国内大会個人成績 | 国内大会個人成績 | 国内大会個人成績 | 国内大会個人成績 | 国内大会個人成績 | 国内大会個人成績 |
| 年度             | クラブ           | 背番号           | リーグ           | リーグ戦         | リーグ戦         | リーグ杯         | リーグ杯         | オープン杯       | オープン杯       | 期間通算         | 期間通算         |
| 年度             | クラブ           | 背番号           | リーグ           | 出場             | 得点             | 出場             | 得点             | 出場             | 得点             | 出場             | 得点             |
| 日本             | 日本             | 日本             | 日本             | リーグ戦         | リーグ戦         | リーグ杯         | リーグ杯         | 天皇杯           | 天皇杯           | 期間通算         | 期間通算         |
| ---------------- | ---------------- | ---------------- | ---------------- | ---------------- | ---------------- | ---------------- | ---------------- | ---------------- | ---------------- | ---------------- | ---------------- |
| 2005             | 鹿島             | 23               | J1               | 8                | 0                | 4                | 1                | 0                | 0                | 12               | 1                |
| 2006             | 鹿島             | 23               | J1               | 10               | 0                | 10               | 0                | 2                | 0                | 22               | 0                |
| 2007             | 鹿島             | 17               | J1               | 22               | 6                | 7                | 0                | 3                | 0                | 32               | 6                |
| 2008             | 鹿島             | 13               | J1               | 29               | 8                | 2                | 0                | 2                | 0                | 33               | 8                |
| 2009             | 鹿島             | 13               | J1               | 32               | 12               | 2                | 0                | 3                | 1                | 37               | 13               |
| 2010             | 鹿島             | 13               | J1               | 30               | 8                | 2                | 1                | 5                | 2                | 37               | 11               |
| 2011             | 鹿島             | 13               | J1               | 31               | 4                | 3                | 1                | 3                | 1                | 37               | 6                |
| 2012             | 鹿島             | 13               | J1               | 30               | 11               | 8                | 3                | 5                | 1                | 43               | 15               |
| 2013             | 浦和             | 30               | J1               | 33               | 13               | 4                | 5                | 0                | 0                | 37               | 18               |
| 2014             | 浦和             | 30               | J1               | 31               | 12               | 6                | 0                | 1                | 2                | 38               | 14               |
| 2015             | 浦和             | 30               | J1               | 26               | 12               | 0                | 0                | 4                | 3                | 30               | 15               |
| 2016             | 浦和             | 30               | J1               | 30               | 14               | 5                | 3                | 1                | 1                | 36               | 18               |
| 2017             | 浦和             | 30               | J1               | 33               | 20               | 1                | 1                | 1                | 0                | 35               | 21               |
| 2018             | 浦和             | 30               | J1               | 33               | 15               | 3                | 4                | 6                | 1                | 42               | 20               |
| 2019             | 浦和             | 30               | J1               | 31               | 12               | 2                | 1                | 0                | 0                | 33               | 13               |
| 2020             | 浦和             | 30               | J1               | 30               | 10               | 0                | 0                | -                | -                | 30               | 10               |
| 2021             | 浦和             | 30               | J1               | 20               | 1                | 7                | 1                | 3                | 0                | 30               | 2                |
| 2022             | 札幌             | 23               | J1               | 21               | 5                | 0                | 0                | 1                | 0                | 22               | 5                |
| 2023             | 浦和             | 30               | J1               | 29               | 4                | 5                | 0                | 2                | 0                | 36               | 4                |
| 2024             | 浦和             | 30               | J1               | 17               | 1                | 2                | 0                | -                | -                | 19               | 1                |
| 通算             | 日本             | 日本             | J1               | 526              | 168              | 72               | 21               | 42               | 12               | 640              | 201              |
| 総通算           | 総通算           | 総通算           | 総通算           | 526              | 168              | 72               | 21               | 42               | 12               | 640              | 201              |

その他の公式戦
- 2009年
  - FUJI XEROX SUPER CUP 1試合1得点
- 2010年
  - FUJI XEROX SUPER CUP 1試合0得点
- 2011年
  - FUJI XEROX SUPER CUP 1試合0得点
- 2016年
  - Jリーグチャンピオンシップ 2試合1得点
- 2017年
  - FUJI XEROX SUPER CUP 1試合1得点
- 2019年
  - FUJI XEROX SUPER CUP 1試合0得点

| 国際大会個人成績 | 国際大会個人成績 | 国際大会個人成績 | 国際大会個人成績 | 国際大会個人成績 | FIFA      | FIFA      |
| 年度             | クラブ           | 背番号           | 出場             | 得点             | 出場      | 得点      |
| AFC              | AFC              | AFC              | ACL              | ACL              | クラブW杯 | クラブW杯 |
| ---------------- | ---------------- | ---------------- | ---------------- | ---------------- | --------- | --------- |
| 2008             | 鹿島             | 13               | 7                | 2                | -         | -         |
| 2009             | 鹿島             | 13               | 6                | 3                | -         | -         |
| 2010             | 鹿島             | 13               | 7                | 2                | -         | -         |
| 2011             | 鹿島             | 13               | 6                | 3                | -         | -         |
| 2013             | 浦和             | 30               | 5                | 1                | -         | -         |
| 2015             | 浦和             | 30               | 2                | 1                | -         | -         |
| 2016             | 浦和             | 30               | 8                | 2                | -         | -         |
| 2017             | 浦和             | 30               | 12               | 4                | 2         | 0         |
| 2019             | 浦和             | 30               | 14               | 8                | -         | -         |
| 2022             | 浦和             | 30               | 2                | 1                | -         | -         |
| 2023/24          | 浦和             | 30               | 4                | 0                | 1         | 0         |
| 通算             | AFC              | AFC              | 73               | 27               | 3         | 0         |

その他の国際公式戦
- 2012年
  - スルガ銀行チャンピオンシップ 1試合0得点
- 2023年
  - AFCチャンピオンズリーグ2023/24・プレーオフ 1試合1得点

## 指導歴・職歴
- 2025年 - 浦和レッズ
  - 2025年2月 - アカデミー ロールモデルコーチ
  - 2025年2月 -  パートナー営業部

## タイトル

### チーム
鹿島アントラーズ
- J1リーグ：3回（2007年、2008年、2009年）
- Jリーグカップ：2回（2011年、2012年）
- 天皇杯全日本サッカー選手権大会：2回（2007年、2010年）
- FUJI XEROX SUPER CUP：2回（2009年、2010年）
- スルガ銀行チャンピオンシップ：1回（2012年）

浦和レッズ
- J1リーグ 1stステージ：1回（2015年）
- J1リーグ 2ndステージ：1回（2016年）
- Jリーグカップ：1回（2016年）
- 天皇杯 JFA 全日本サッカー選手権大会：2回（2018年、2021年）
- AFCチャンピオンズリーグ：2回（2017年、2022年）
- スルガ銀行チャンピオンシップ：1回（2017年）

### 個人
- J1リーグベストイレブン：1回（2017年）
- J1リーグ優秀選手賞：4回（2016年、2017年、2018年、2019年）
- J1リーグMYアウォーズ ベストイレブン：1回（2016年）
- J1リーグ月間MVP：1回（2017年4月）
- J1リーグ月間ベストゴール：1回（2016年3月）
- 浦和レッズ後援会 会長賞：2回（2017年、2019年）
- 浦和レッズ後援会 特別功労賞：1回（2024年）
- アントラーズ功労賞：（2025年）

## 代表歴

### 出場大会
- U-18日本代表
  - 第2回仙台カップ国際ユースサッカー大会
- U-19日本代表候補
- U-20日本代表
- U-22日本代表
  - 北京オリンピックサッカーアジア予選
- U-23日本代表
  - 2016年 - リオデジャネイロオリンピック（オーバーエイジ）
- 日本代表
  - 2015年 - EAFF東アジアカップ2015

### 試合数
- 国際Aマッチ 16試合 0得点（2008年 - 2017年）

| 日本代表 | 国際Aマッチ | 国際Aマッチ |
| 年       | 出場        | 得点        |
| -------- | ----------- | ----------- |
| 2008     | 2           | 0           |
| 2009     | 8           | 0           |
| 2010     | 1           | 0           |
| 2011     | 1           | 0           |
| 2015     | 4           | 0           |
| 2017     | 0           | 0           |
| 通算     | 16          | 0           |

### 出場
| No. | 開催日         | 開催都市           | スタジアム                           | 対戦国                 | 結果 | 監督           | 大会                                                           |
| --- | -------------- | ------------------ | ------------------------------------ | ---------------------- | ---- | -------------- | -------------------------------------------------------------- |
| 1.  | 2008年10月9日  | 新潟               | 東北電力ビッグスワンスタジアム       | アラブ首長国連邦       | △1-1 | 岡田武史       | キリンチャレンジカップ2008                                     |
| 2.  | 2008年10月15日 | さいたま           | 埼玉スタジアム2002                   | ウズベキスタン         | △1-1 | 岡田武史       | 2010FIFAワールドカップ最終予選                                 |
| 3.  | 2009年1月20日  | 熊本               | 熊本県民総合運動公園陸上競技場       | イエメン               | ○2-1 | 岡田武史       | AFCアジアカップカタール予選                                    |
| 4.  | 2009年1月28日  | マナマ             | バーレーン・ナショナル・スタジアム   | バーレーン             | ●0-1 | 岡田武史       | AFCアジアカップカタール予選                                    |
| 5.  | 2009年5月31日  | 東京               | 国立競技場                           | ベルギー               | ○4-0 | 岡田武史       | キリンチャレンジカップ2009                                     |
| 6.  | 2009年6月10日  | 横浜               | 横浜国際総合競技場                   | カタール               | △1-1 | 大木武         | 2010FIFAワールドカップ最終予選                                 |
| 7.  | 2009年6月17日  | メルボルン         | メルボルン・クリケット・グラウンド   | オーストラリア         | ●1-2 | 岡田武史       | 2010FIFAワールドカップ最終予選                                 |
| 8.  | 2009年9月5日   | エンスヘーデ       | デ・フロルーシュ・フェステ           | オランダ               | ●0-3 | 岡田武史       | 国際親善試合                                                   |
| 9.  | 2009年9月9日   | エンスヘーデ       | デ・フロルーシュ・フェステ           | ガーナ                 | ○4-3 | 岡田武史       | 国際親善試合                                                   |
| 10. | 2009年11月14日 | ポート・エリザベス | ネルソン・マンデラ・ベイ・スタジアム | 南アフリカ共和国       | △0-0 | 岡田武史       | 国際親善試合                                                   |
| 11. | 2010年4月7日   | 大阪               | 大阪長居スタジアム                   | セルビア               | ●0-3 | 岡田武史       | キリンチャレンジカップ2010                                     |
| 12. | 2011年6月1日   | 新潟               | 東北電力ビッグスワンスタジアム       | ペルー                 | △0-0 | ザッケローニ   | キリンカップサッカー2011                                       |
| 13. | 2015年8月2日   | 武漢               | 武漢体育中心                         | 朝鮮民主主義人民共和国 | ●1-2 | ハリルホジッチ | EAFF東アジアカップ2015                                         |
| 14. | 2015年8月5日   | 武漢               | 武漢体育中心                         | 韓国                   | △1-1 | ハリルホジッチ | EAFF東アジアカップ2015                                         |
| 15. | 2015年8月9日   | 武漢               | 武漢体育中心                         | 中国                   | △1-1 | ハリルホジッチ | EAFF東アジアカップ2015                                         |
| 16. | 2015年9月3日   | さいたま           | 埼玉スタジアム2002                   | カンボジア             | ○3-0 | ハリルホジッチ | 2018 FIFAワールドカップ・アジア2次予選兼AFCアジアカップUAE予選 |